# Gare de Nancy-Ville
Pour les articles homonymes, voir Nancy (homonymie).
La gare de Nancy-Ville, anciennement dénommée gare de « Nancy-Saint-Jean », est une gare ferroviaire française de la ligne de Noisy-le-Sec à Strasbourg-Ville (Paris – Strasbourg), située à proximité du centre-ville de Nancy, préfecture du département de Meurthe-et-Moselle, en région Grand Est.
Mise en service en 1850, elle se situe au carrefour de grands axes européens : est-ouest (Paris – Vienne), et nord-sud (Luxembourg – Lyon – Marseille), mais également au cœur du trafic régional lorrain (sillon mosellan / Vosges). Le train de luxe Orient-Express y faisait une escale quotidienne, jusqu'en 2002.
L'arrivée du TGV Est, le 10 juin 2007, a accru le flux de voyageurs du fait de la réduction du temps de parcours entre Paris et Nancy, passant de 3 h à 1 h 30 min. Marquant la limite ouest du centre-ville, la gare est au centre de l'agglomération. Elle souffre depuis sa construction de son exiguïté. Le manque de place disponible est surtout pénalisant à sa sortie nord, dans la tranchée accueillant les voies en direction de Metz et Paris.

## Situation ferroviaire
Établie à 212 mètres d'altitude, la gare de Nancy-Ville est située au point kilométrique (PK) 352,431 de la ligne de Noisy-le-Sec à Strasbourg-Ville (Paris - Strasbourg), entre les gares de Champigneulles au nord et de Jarville-la-Malgrange au sud.

## Histoire
Lors de l'étude de la ligne de Paris-Est à Strasbourg-Ville, malgré des oppositions locales relayées par le quotidien L’Écho de Nancy qui craint surtout les troubles causés par l'afflux d'ouvriers généré par le chantier de la ligne, la ville paye 500 000 francs pour être sur la ligne. L'ingénieur Charles-Étienne Collignon, membre du conseil municipal, est chargé par la ville d'étudier le tracé de la ligne.

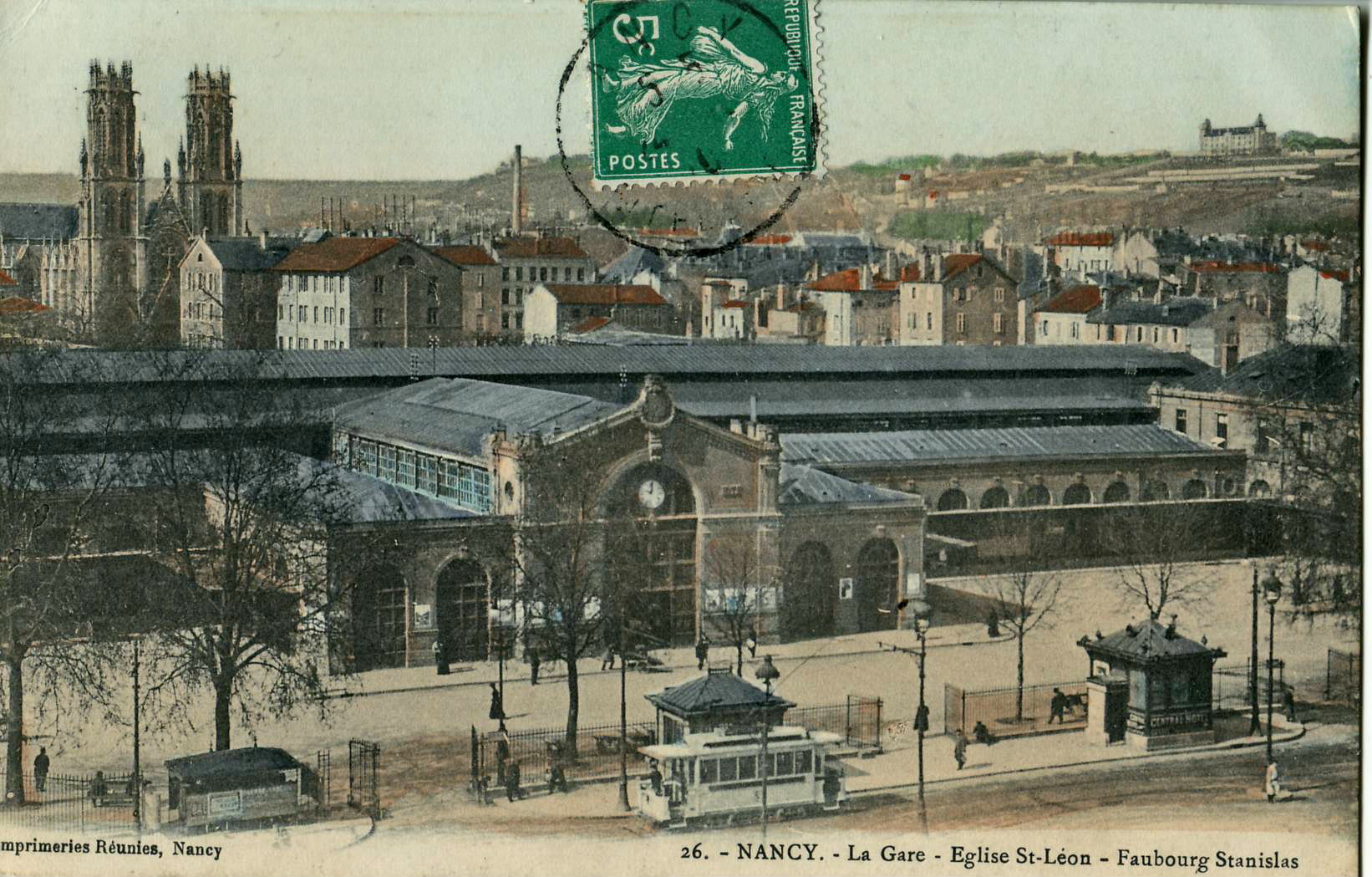
La gare, avant la Première Guerre mondiale.

La première ligne de chemin de fer Nancy-Frouard-Metz est inaugurée le 10 juillet 1850. La gare provisoire est un simple baraquement en bois. Depuis, la rue de la Ravinelle est coupée par les voies de chemin de fer.
Début 1852, est ouverte la ligne Nancy-Lunéville puis, le 18 juillet, la ligne Paris-Nancy-Strasbourg.
La gare actuelle est conçue par l'architecte Charles-François Chatelain et l'ingénieur Jacquiné, dont le projet est choisi le 11 juillet 1853. Le bâtiment voyageurs est terminé en 1856 ; celui d'origine a, depuis, été agrandi plusieurs fois. De 1860 à 1960, une grande marquise de 410 tonnes couvrait les voies.
D'abord simple halte, la gare doit être agrandie après la construction des lignes vosgiennes et de celle vers Château-Salins. La Compagnie de l’Est doit acquérir les terrains disponibles pour atteindre les 26 hectares vers 1876. Par la suite, des terrains ont été cédés à la ville de Nancy ou à des promoteurs.
La gare est « rajeunie » en 1938-1939, après le fiasco d'un projet pharaonique de reconstruction totale en 1931 qui n'a jamais abouti. L'année 1960 marque l'électrification de son réseau. La gare est à nouveau modernisée en 1974-1975.
Depuis les travaux de l'accès Saint-Léon en l'an 2000, le quartier de la gare est en cours de restructuration dans le cadre du projet urbain de « Nancy Grand Cœur ». D'autres travaux de rénovation de ce quartier vont être effectués dans les prochaines années[Quand ?].

## Infrastructures
La gare actuelle est en fait composée de trois bâtiments principaux :
- Hall Thiers, sis dans la gare historique du XIXe siècle, construite à la même période que la ligne Paris – Strasbourg (1852) ; ce hall a été complètement rénové en mai 2007 par l'architecte Jean-Marie Duthilleul ;
- Hall Saint-Léon, construit en 2002, ouvre la gare vers l'ouest de l'agglomération ;
- Hall République, ouvert en février 2008, situé place de la République, permet une interconnexion entre la gare routière, la gare ferroviaire et la ligne de tram de Nancy.

À terme, un quatrième verra le jour, le hall Kennedy, situé sur le viaduc Kennedy et donnant sur le siège de la Métropole du Grand Nancy (ouverture prévue durant la prochaine décennie).
Une galerie souterraine assurant la liaison entre le parking Thiers et le hall départ de la gare est en construction du 16 février au 30 novembre 2015.

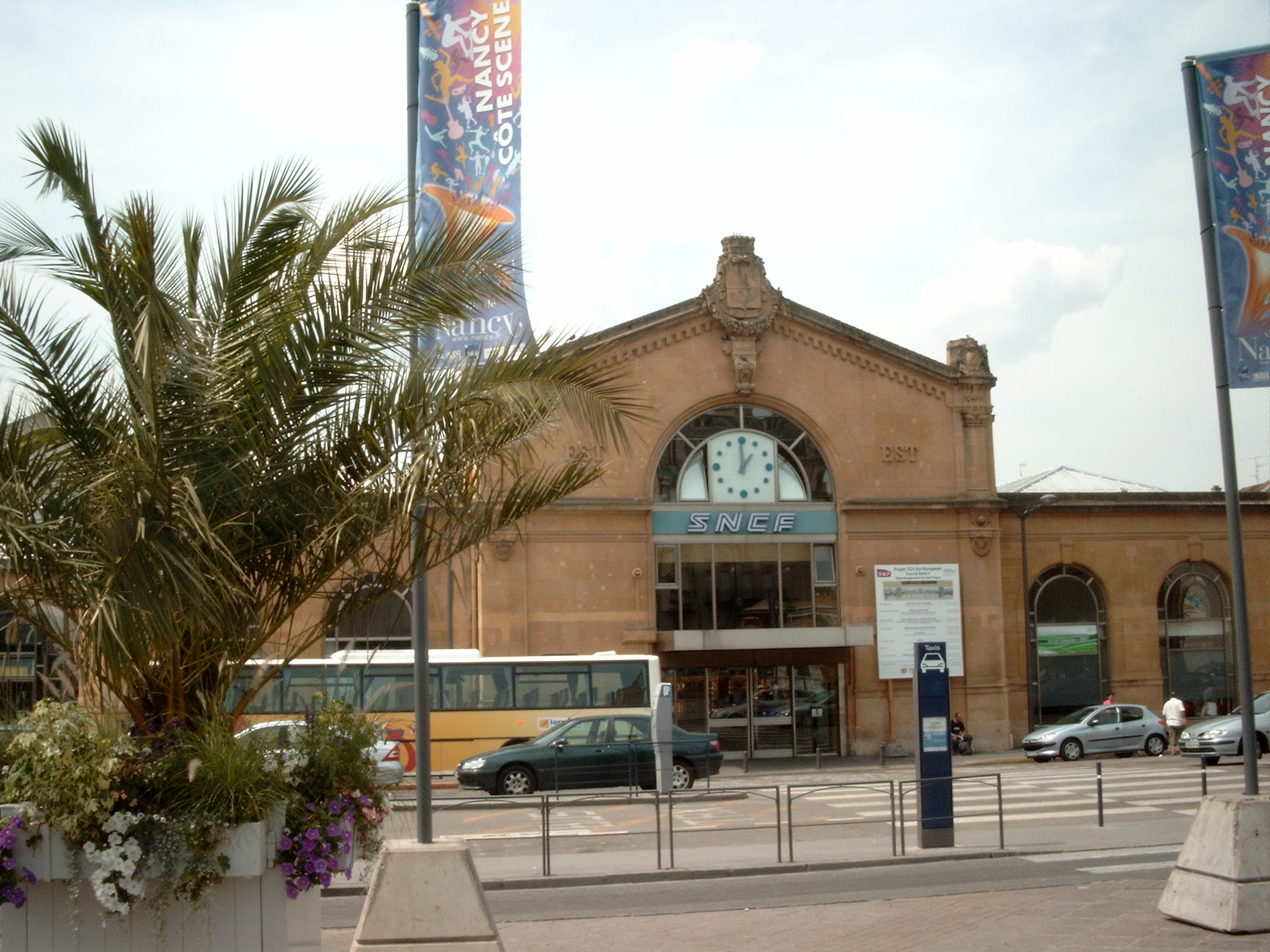
Accès Thiers, dans les années 2000.

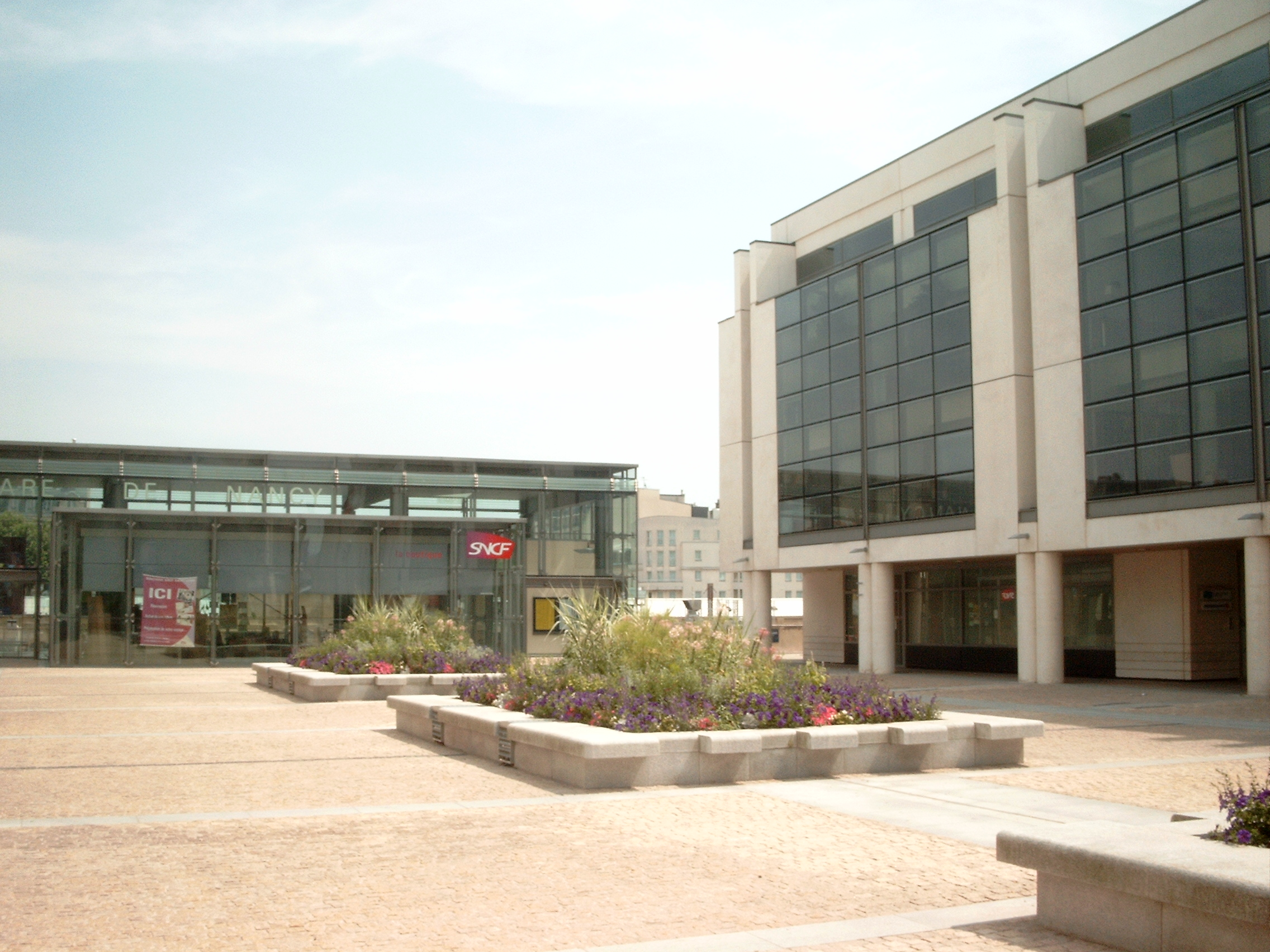
Accès Saint-Léon.

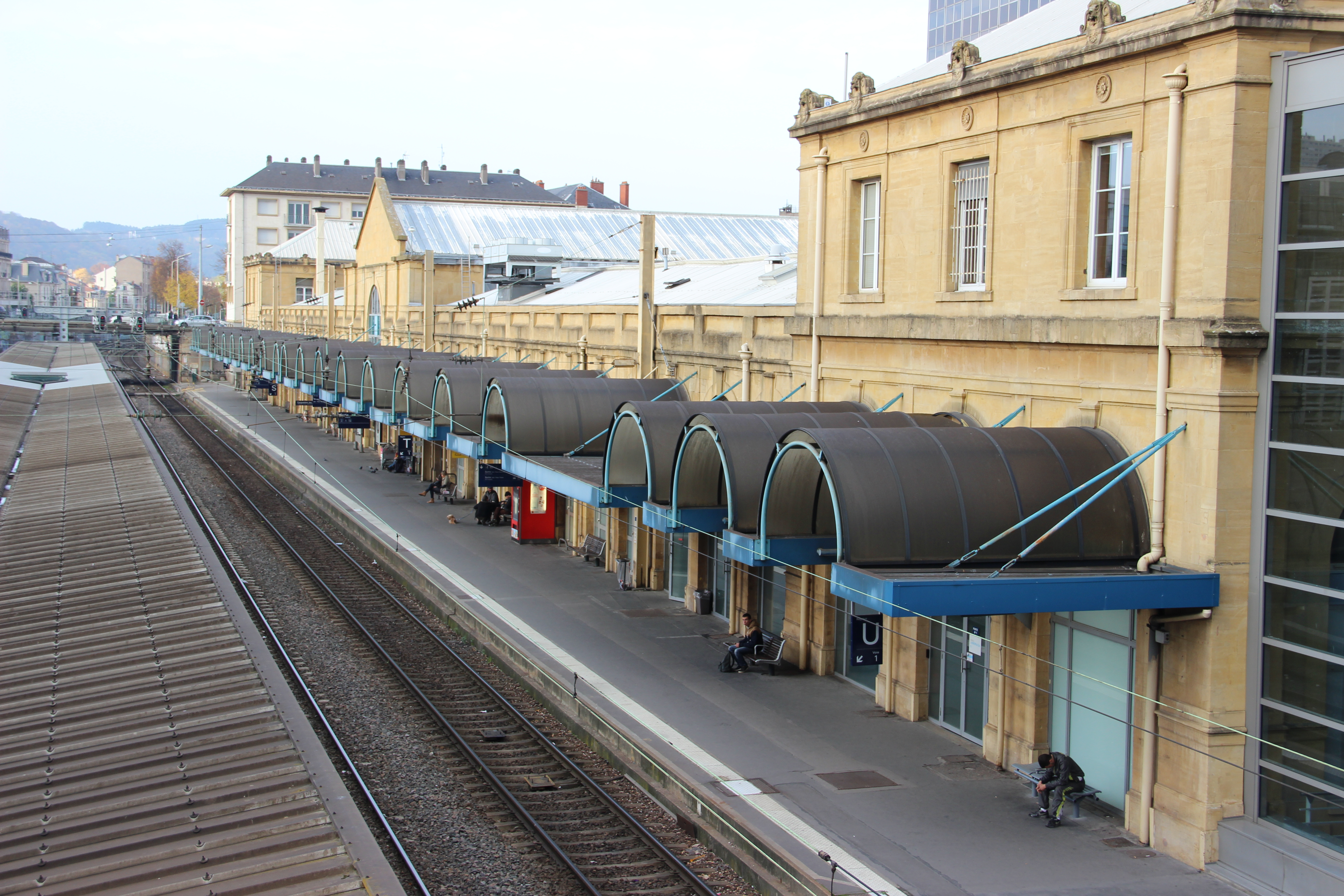
Quais de la gare.

La gare a été totalement fermée le week-end des 2-3 décembre 2006, pour permettre l'installation d'un nouveau poste d'aiguillage informatisé, puis à nouveau les 16-17 juillet 2011, pour permettre le transfert de l'ancien poste d'aiguillage mécanique de Jarville sur le poste de Nancy.
La voie 6 ne possède pas de quai, la voie 8 est en impasse côté nord (Metz et Toul), la voie 9 a son quai en commun avec la voie 1 et les voies 9, 11 et 13 sont en impasse côté sud (Épinal et Lunéville).

## Accès
- À pied : l'accès principal se fait par la place Thiers. L'accès place de la République permet une correspondance avec les transports urbains de Nancy et donne un accès direct vers l'hypercentre par l'intermédiaire de la rue Saint-Jean. Depuis 2002, l'accès Saint-Léon propose une troisième sortie à l'arrière de la gare, opposée géographiquement aux deux précédentes. À terme[Quand ?], il est envisagé la construction d'un quatrième accès au niveau du viaduc Kennedy.
- Par bus : la gare est desservie par les lignes A (jusqu'à la fin des travaux du trolleybus, qui va remplacer à l'hiver 2024-2025 le TVR interrompu en mars 2023), T2, T3, T4, 11, 12, 13, 14 ex, 15, 16 et 10. Les lignes « Nancy et couronne » du réseau interurbain TED ont également leur terminus à la gare routière du hall République.
- Par taxi : une station de taxis est installée sur le parvis devant la gare, place Thiers.
- Par avion : une liaison par bus est organisée avec l'aéroport de Metz-Nancy-Lorraine.
- Par voiture : parkings Saint-Léon (gratuit pendant 30 minutes), République Centre de Congrès Prouvé et Thiers[9].

## Services disponibles en gare
Les services offerts en gare comprennent deux comptoirs de vente à emporter, un bar-restaurant-brasserie, deux bureaux de tabac, deux boulangeries, un service de location de vélos, un distributeur de billets de banque, un changeur de monnaie, des toilettes publiques payantes avec gardien, un commerce comprenant deux lave-linge et un sèche-linge, un appareil permettant de réaliser des photos d'identité, un salon de coiffure, une boutique de maquillage, parfums, bijoux et une crêperie-pâtisserie.

## Fréquentation
De 2015 à 2024, selon les estimations de la SNCF, la fréquentation annuelle de la gare s'élève aux nombres indiqués dans le tableau ci-dessous.
| Année                      | 2015       | 2016       | 2017       | 2018       | 2019       | 2020      | 2021      | 2022       | 2023       | 2024       |
| -------------------------- | ---------- | ---------- | ---------- | ---------- | ---------- | --------- | --------- | ---------- | ---------- | ---------- |
| Voyageurs                  | 7 918 088  | 7 633 063  | 7 891 228  | 7 582 349  | 8 098 462  | 5 160 489 | 6 402 271 | 8 320 214  | 9 228 582  | 9 213 438  |
| Voyageurs et non voyageurs | 11 997 104 | 11 545 247 | 11 956 406 | 11 488 407 | 12 270 397 | 7 818 924 | 9 700 410 | 12 606 386 | 13 982 701 | 13 959 755 |

## Principales lignes desservies
Depuis le 10 juin 2001, le train Corail de jour Metz – Nice a été remplacé par un aller-retour en TGV à l'occasion de l'ouverture de la LGV Méditerranée. Le 28 août 2006, le premier TGV Paris – Strasbourg circule via la ligne classique. Depuis le 10 juin 2007, avec l'ouverture de la LGV Est européenne, le temps de parcours entre Nancy et Paris est passé de 2 h 45 à 1 h 30. Le service TGV remplace en totalité le service Téoz mis en place depuis 2003. En plus de ce service avec la capitale, Nancy est à 30 min, par la route, de la gare de Lorraine TGV.
La majeure partie des lignes TER desservant Nancy est orientée vers le sud de la région, excepté la principale ligne lorraine (Nancy – Metz – Thionville – Luxembourg) et la ligne desservant Longwy.
Depuis le 13 décembre 2009, un aller-retour Metz – Montpellier a été mis en place en TGV et le train de nuit Metz – Portbou a été prolongé jusqu'à Luxembourg.
Le 4 juillet 2010, un aller-retour en TGV Metz – Marseille pour la période estivale remplace l'aller-retour en Corail Metz – Portbou.
À partir du 12 décembre 2015, la SNCF fait circuler des trains Intercités 100 % Éco entre Paris-Est, Nancy et Strasbourg. Ils sont assurés par du matériel Corail et empruntent la ligne classique Paris – Strasbourg. Ce train est néanmoins supprimé en mai 2019 (dernier jour de circulation le 19).
Entre juillet 2018 et décembre 2021, la gare est desservie par deux allers-retours quotidiens en train Ouigo la reliant à Paris-Est ; leur suppression a été contestée par le conseil départemental de Meurthe-et-Moselle.
Le 15 décembre 2024, un Intercités Nancy – Dijon – Lyon est mis en place ; il s'agit du prélude à une liaison Metz – Lyon prévue en 2029,.

### Grandes lignes
- TGV inOui :
  - Paris-Est – Nancy – Lunéville – Sarrebourg – Saverne – Strasbourg
  - Paris-Est – Nancy – Lunéville – Saint-Dié-des-Vosges
  - Paris-Est – Nancy / Épinal – Remiremont
  - Nancy – Strasbourg – Mulhouse – Dijon – Lyon – Marseille – Nice

- Intercités : Nancy – Toul – Neufchâteau – Dijon – Lyon

### TER
TER Grand Est :

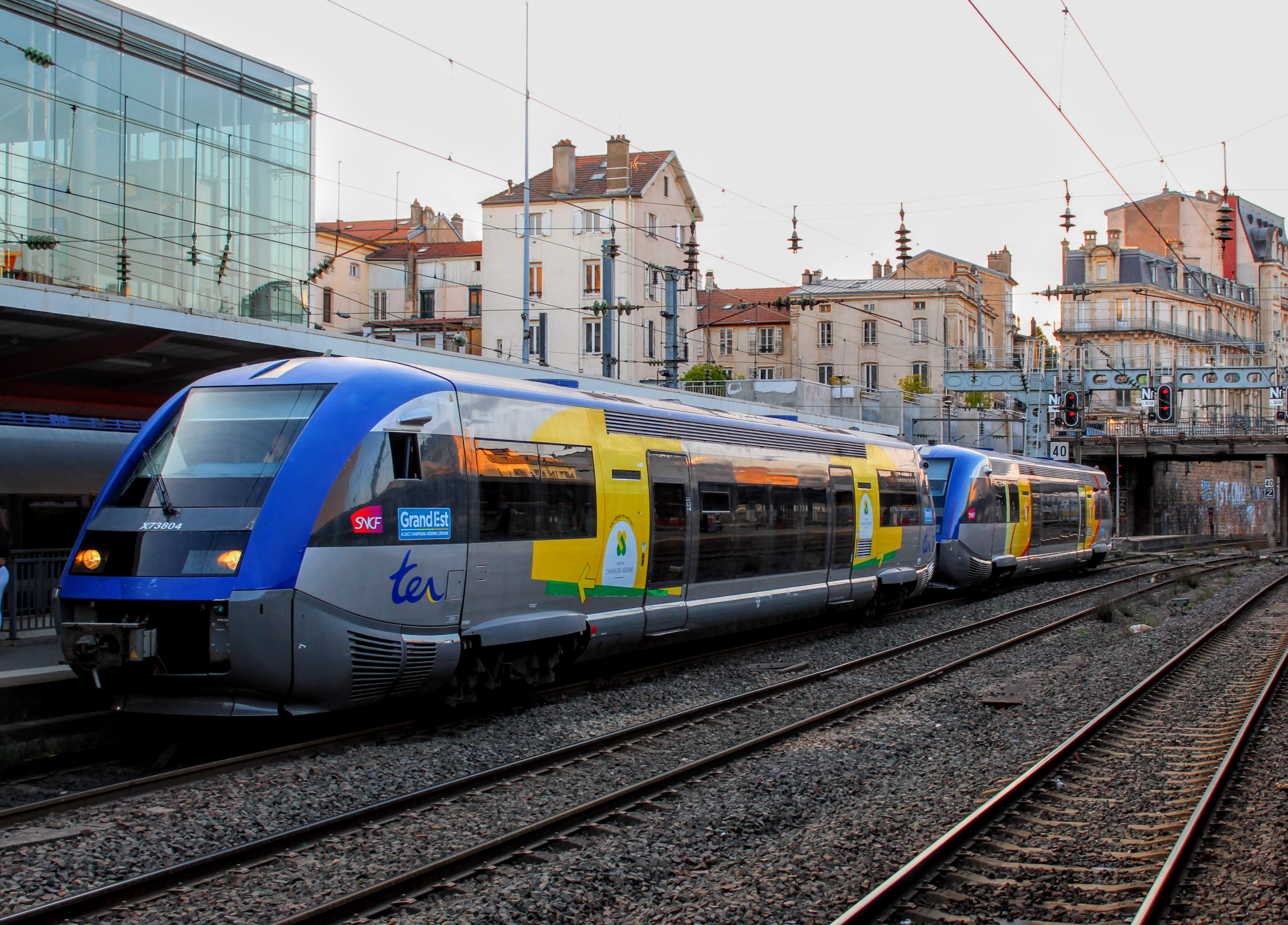
Rames TER couplées (X 73804 et X 73814), attendant leur départ vers Pont-Saint-Vincent.

- Nancy – Metz – Thionville – Luxembourg (Metz : 36 min)
- Nancy – Épinal – Remiremont
- Nancy – Pont-Saint-Vincent – Vittel – Contrexéville (par autocar au-delà de Pont-Saint-Vincent)
- Nancy – Toul – Neufchâteau (– Culmont-Chalindrey – Dijon)
- Nancy – Saint-Dié-des-Vosges
- Nancy – Lunéville
- (Paris-Est –) Nancy – Sarrebourg – Strasbourg
- Nancy – Conflans - Jarny – Longwy
- Nancy – Toul – Bar-le-Duc
- Nancy – Metz – Verdun

Par ailleurs, une navette routière dessert la gare de Lorraine TGV et l'aéroport régional.

## Autres gares de Nancy et de l'agglomération
Pour le trafic par TGV, la ville de Nancy et son agglomération sont également desservies par la gare de Lorraine TGV, commune aux villes de Nancy et Metz, située à proximité de l'aéroport régional de Metz-Nancy-Lorraine.
Pour le trafic TER, l'agglomération dispose de plusieurs autres gares :
- Gare de Jarville-la-Malgrange ;
- Gare de Laneuveville-devant-Nancy ;
- Gare d'Houdemont ;
- Gare de Ludres ;
- Gare de Champigneulles située sur la ligne « Nancy - Metz - Luxembourg » ;
- Gare de Frouard qui dessert le port autonome de Nancy sur la ligne « Nancy - Metz - Luxembourg » ;
- Gare de Pompey ;
- Gare de Liverdun.

Jusque dans les années 1990, la ville disposait d'une gare réservée au trafic de marchandises, la gare de Nancy-Saint-Georges, sur l'ancienne ligne de Champigneulles à Houdemont.

## Gare et arts
Un passage du roman de Christine Angot, Pourquoi le Brésil ?, se déroule à la gare de Nancy,. Une scène de son adaptation cinématographique Pourquoi (pas) le Brésil y a donc également été tournée.